# 八幡神社 (岐阜市芥見)
八幡神社（はちまんじんじゃ）は、岐阜県岐阜市にある神社。蓑笠八幡宮とも称す。

## 概略
創建時期は不詳。
1894年（明治27年）に日吉神社などを合祀。
1976年（昭和51年）に岐阜県神社庁より銀幣社の指定を受ける。

## 祭神
- 応神天皇

## 境内社
- 日吉神社

## 文化財
八幡神社社殿
- 一間社流造、屋根は檜皮葺の社殿[1]。建立時期は不明だが、安土桃山時代末期と推測される[2]。
- 1957年（昭和32年）12月19日、岐阜県重要文化財に指定されている[1][2]。

日吉神社社殿
- 一間社流造、屋根は銅板葺の社殿[3]。かつては檜皮葺の屋根であったが、1963年（昭和38年）解体修理でに銅板葺になっている[4]。建立時期は不明だが、安土桃山時代末期と推測される[3][4]。
- 1957年（昭和32年）12月19日、岐阜県重要文化財に指定されている[3][4]。

## 所在地
- 岐阜県岐阜市芥見2丁目94